# Alfonso Bruna
Alfonso Navarro Bruna (Torremolinos, Málaga, 7 de enero de 1938-Málaga, 2 de agosto de 2016) fue un futbolista español que jugaba en la demarcación de delantero.

## Biografía
Empezó a formarse como futbolista en el CD Fuengirola, hasta que en 1956 se fue al CD Málaga a formar parte de la institución malagueña. Empezó a jugar en el filial, hasta que el 22 de diciembre de 1957 debutó con el primer equipo en un partido de la Segunda División de España contra la UD Levante. Permaneció en el club hasta 1963, llegando a jugar durante una temporada en la primera división, y tras 74 partidos jugados y once goles anotados, fichó por el Algeciras CF. Disputó 36 partidos en dos temporadas con el club, hasta que finalmente en 1965 fichó por el Xerez CD, y tras dos años, se retiró como futbolista.
Falleció el 2 de agosto de 2016 en Málaga a los 78 años de edad.

## Clubes
| Club         | País   | Año       | Partidos | Goles |
| ------------ | ------ | --------- | -------- | ----- |
| CD Málaga    | España | 1956-1963 | 74       | 11    |
| Algeciras CF | España | 1963-1965 | 36       | 1     |
| Xerez CD     | España | 1965-1967 |          |       |